# Внутрішні Карпати

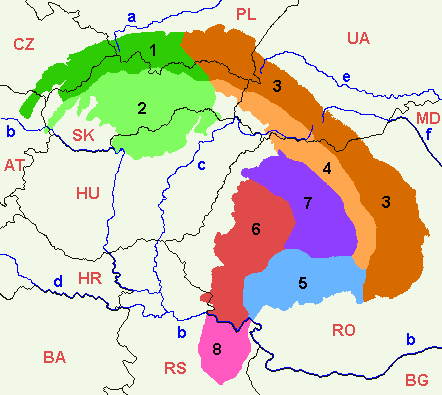
1. Зовнішні Західні Карпати
2. Внутрішні Західні Карпати
3. Зовнішні Східні Карпати
4. Внутрішні Східні Карпати
5. Трансильванські Альпи (Південні Карпати)
6. Західні Румунські Карпати
7. Трансильванське плато
8. Сербські Карпати

Вну́трішні (Центральні) Карпа́ти — один із двох великих сегментів покривно-складчастої дугоподібної споруди Карпат, який виділений за структурно-формаційними та історико-геологічними ознаками. Другим загальновизнаним тектонічним сегментом гірської країни є Зо́внішні (Флішові) Карпа́ти, які оконтурюють Внутрішні Карпати з півночі та північного сходу. Головними структурними елементами Внутрішніх (Центральних) Карпат є метаморфічні (кристалічні) масиви, фундамент яких складений метаморфізованими та магматичними догерцинськими та герцинськими комплексами, а чохол сформований верхньопалеозойськими і мезозойсько-кайнозойськими осадовими відкладами. Місцями у відкладах чохла фіксуються прояви незначного альпійського метаморфізму. Також до Внутрішніх Карпат включають альпійські магматичні, переважно вулканогенні комплекси, рідше інтрузивні утворення. Тектонічні структури Внутрішніх Карпат лежать в основі гірських споруд підпровінцій Внутрішніх Західних, Внутрішніх Східних, а також провінцій Південних Карпат, Трансільванського плато, Західних Румунських гір та Сербських Карпат.

## В Україні
В Україні розташована в межах Закарпатської та (частково) Івано-Франківської й Чернівецької областей. До цієї частини Карпат належать область Закарпатського низькогір'я із Вигорлат-Гутинським вулканічним хребтом та Солотвинським низькогір'ям, Мармароський масив (Рахівські гори та Чивчини), а також Закарпатська рівнина.